# Ciganologia
Ciganologia (na Alemanha Ziganology, na República Tcheca Ciganology or Romology, na Eslovênia Romalogy) é um campo de etnologia interdisciplinar emergente preocupada com as experiências do povo cigano. A ciganologia é baseada em aspectos da sociologia, antropologia, linguística e ciência política. A disciplina enfoca nas origens do povo cigano, as experiências de perseguição e opressão política, a língua, a sociedade e cultura, bem como seus costumes e tradições. Como disciplina formal, a ciganologia se originou no Reino Unido no anos de 1990, com a contribuição dos estudiosos Ian Hancock, Thomas Acton, David Smith and Michael Stewart.

## Publicações
A publicação principal desse campo de estudos é a revista científica Romani Studies, que é publicada pela Gypsy Lore Society e editado por Yaron Matras, que também coordena o programa Romani na Universidade de Manchester.